# Потаповское сельское поселение (Ростовская область)
Потаповское сельское поселение — муниципальное образование в Волгодонском районе Ростовской области. 
Административный центр поселения — хутор Потапов.

## Административное устройство
В состав Потаповского сельского поселения входят:
- хутор Потапов;
- хутор Егоров;
- хутор Казинка;
- хутор Калинин;
- станица Каргальская;
- посёлок Савельевский;
- хутор Степной;
- хутор Фролов.

## Население
| 2010  | 2012  | 2013  | 2014  | 2015  | 2016  | 2017  |
| ----- | ----- | ----- | ----- | ----- | ----- | ----- |
| 4415  | ↘4390 | ↗4402 | ↗4440 | ↗4449 | ↘4415 | ↘4344 |
| 2018  | 2019  | 2020  | 2021  |       |       |       |
| ↘4303 | ↘4228 | ↘4205 | ↘4158 |       |       |       |